# 特鲁瓦玛达肋纳堂

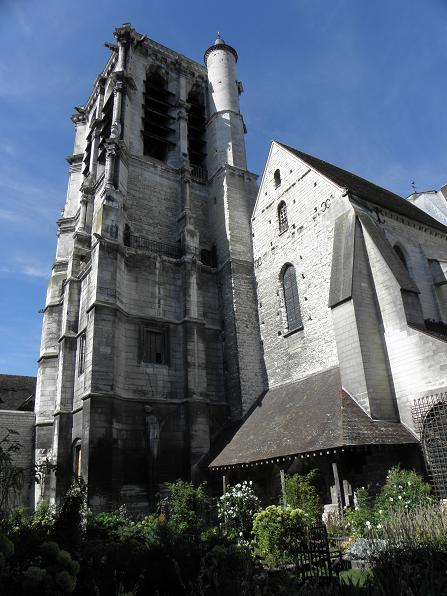

特鲁瓦玛达肋纳堂（Église de la Madeleine）是一座罗马天主教堂区教堂，位于法国大东部大区奥布省特鲁瓦的玛德莲街（rue de la Madeleine）与戴高乐街（rue Charles-de-Gaulle）转角。

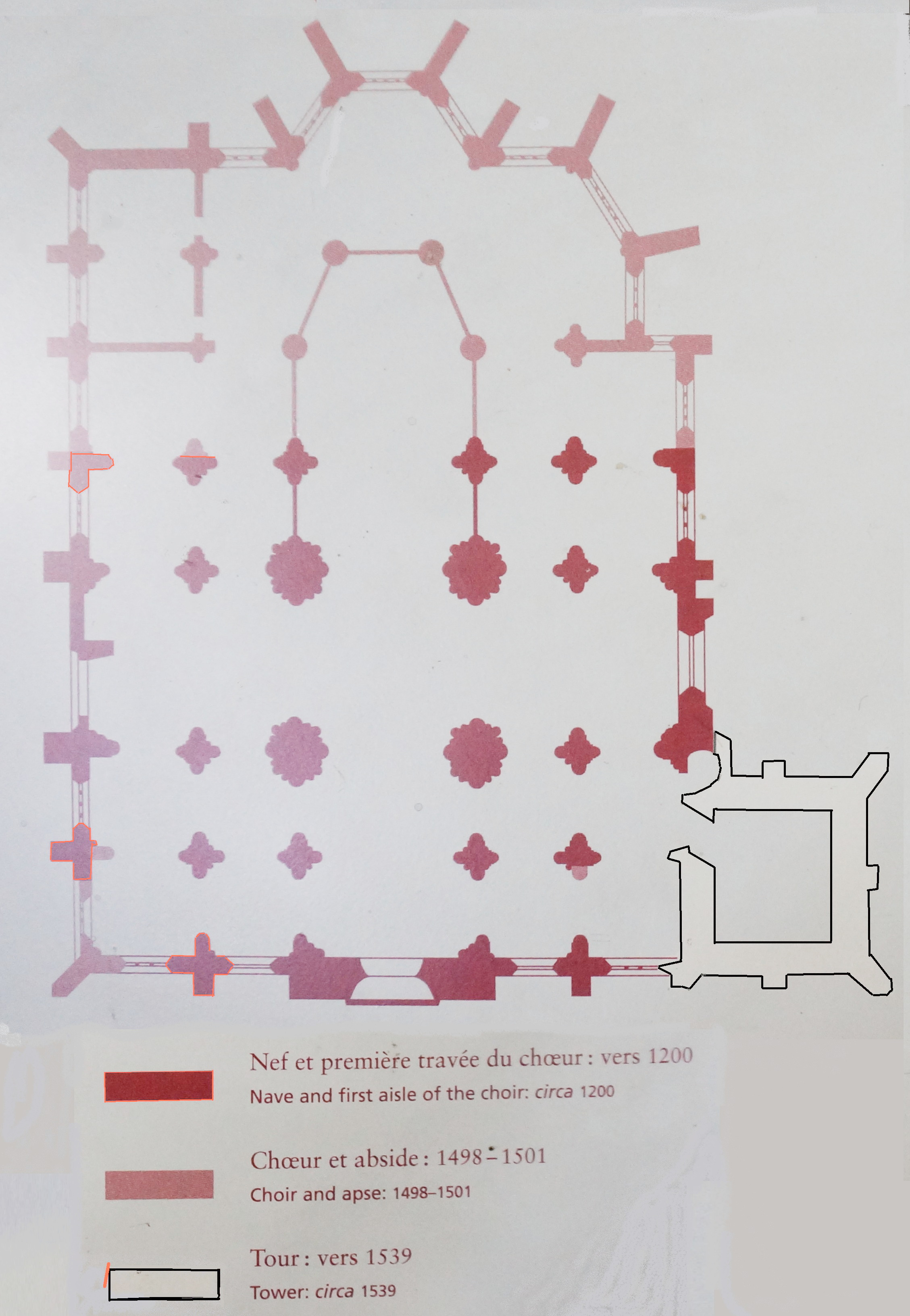

## 历史

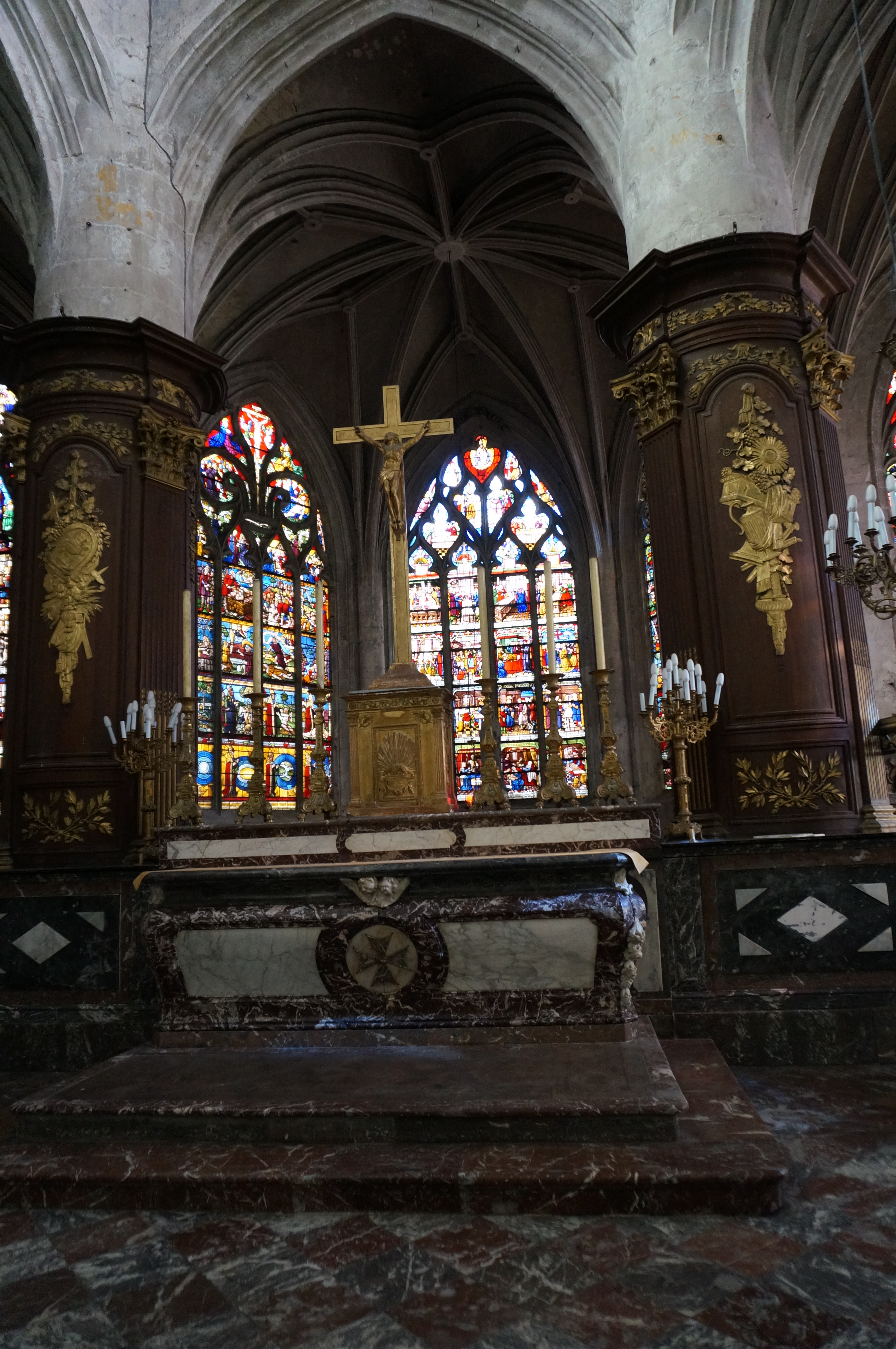
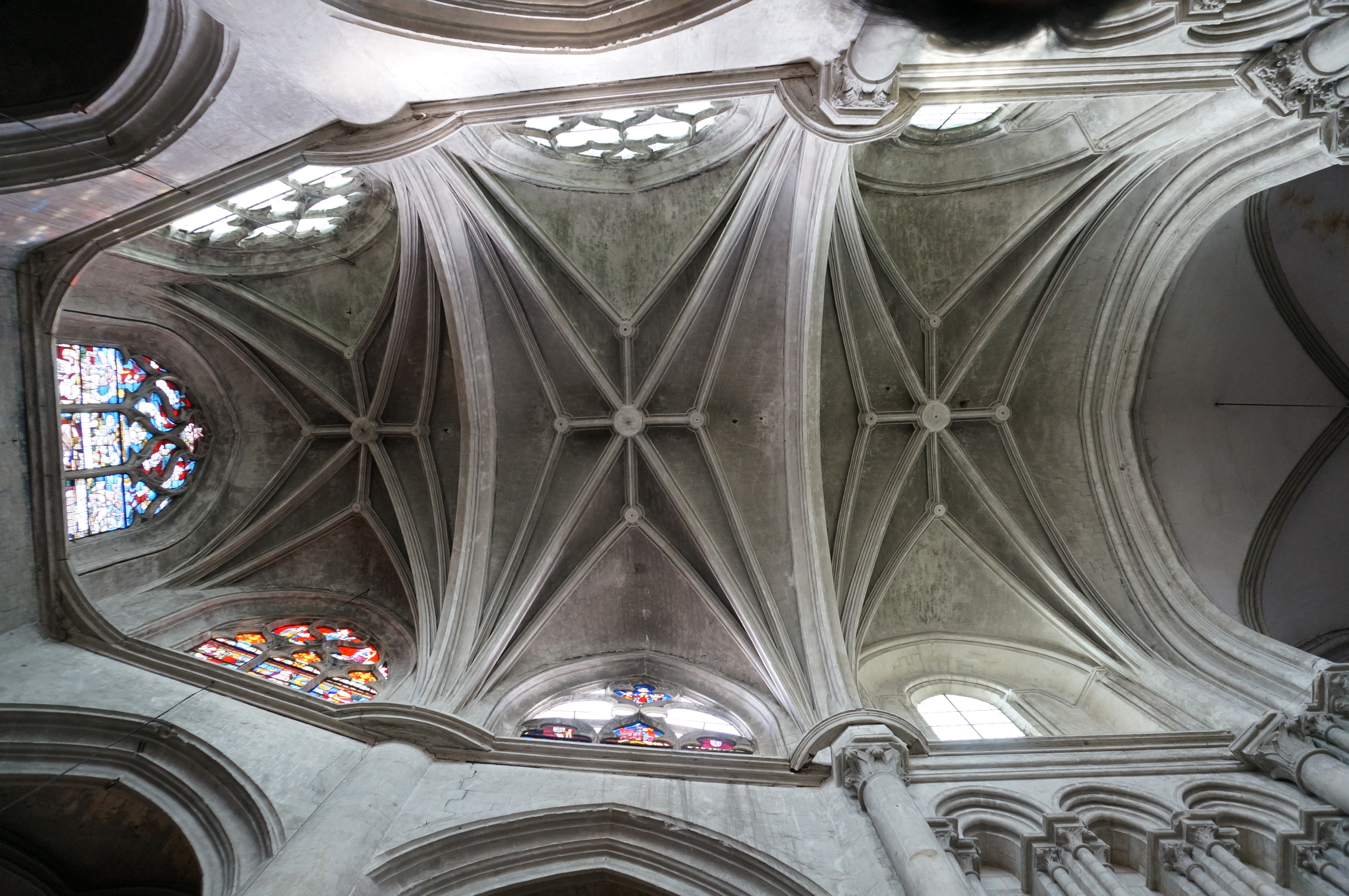
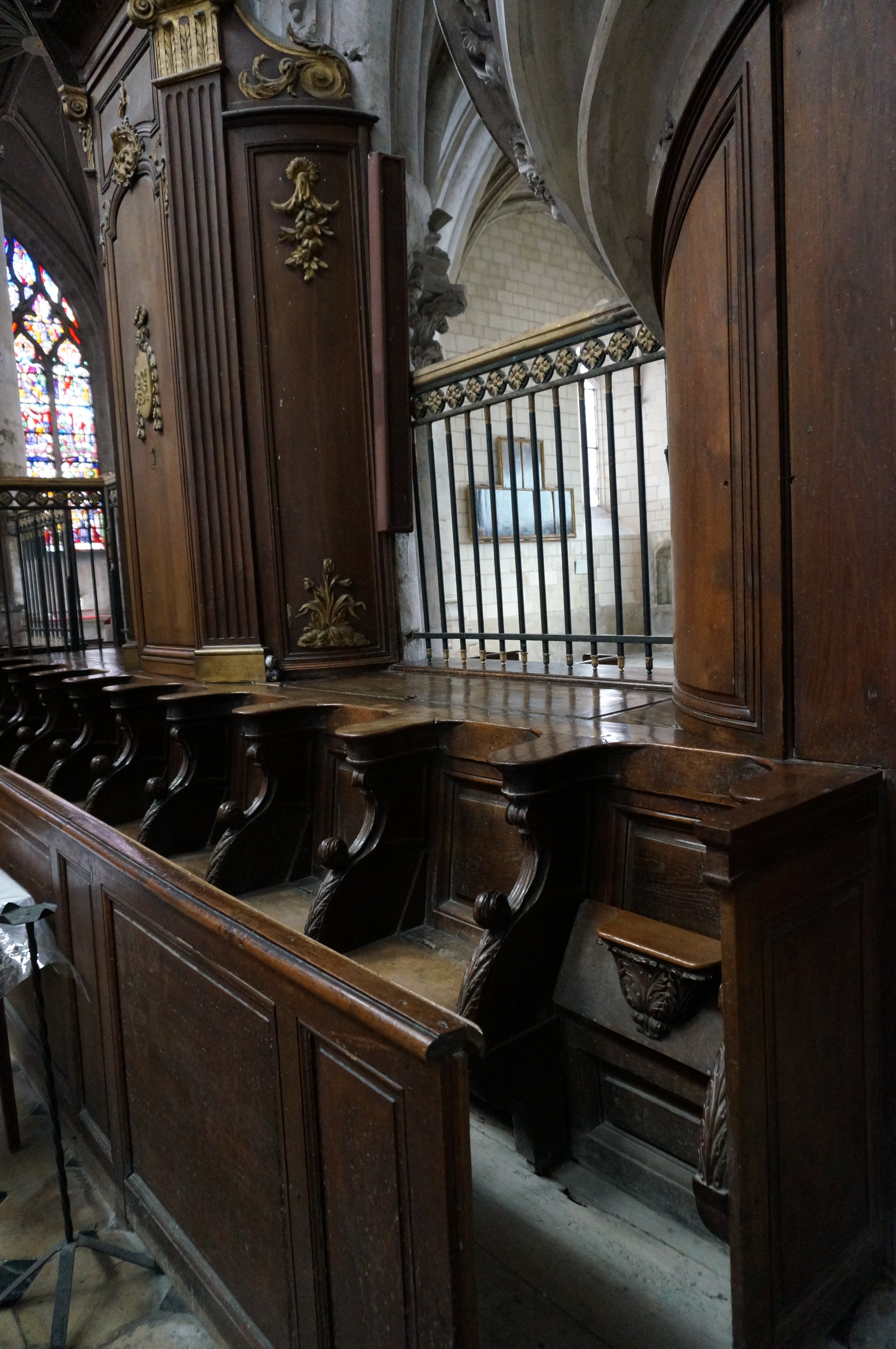

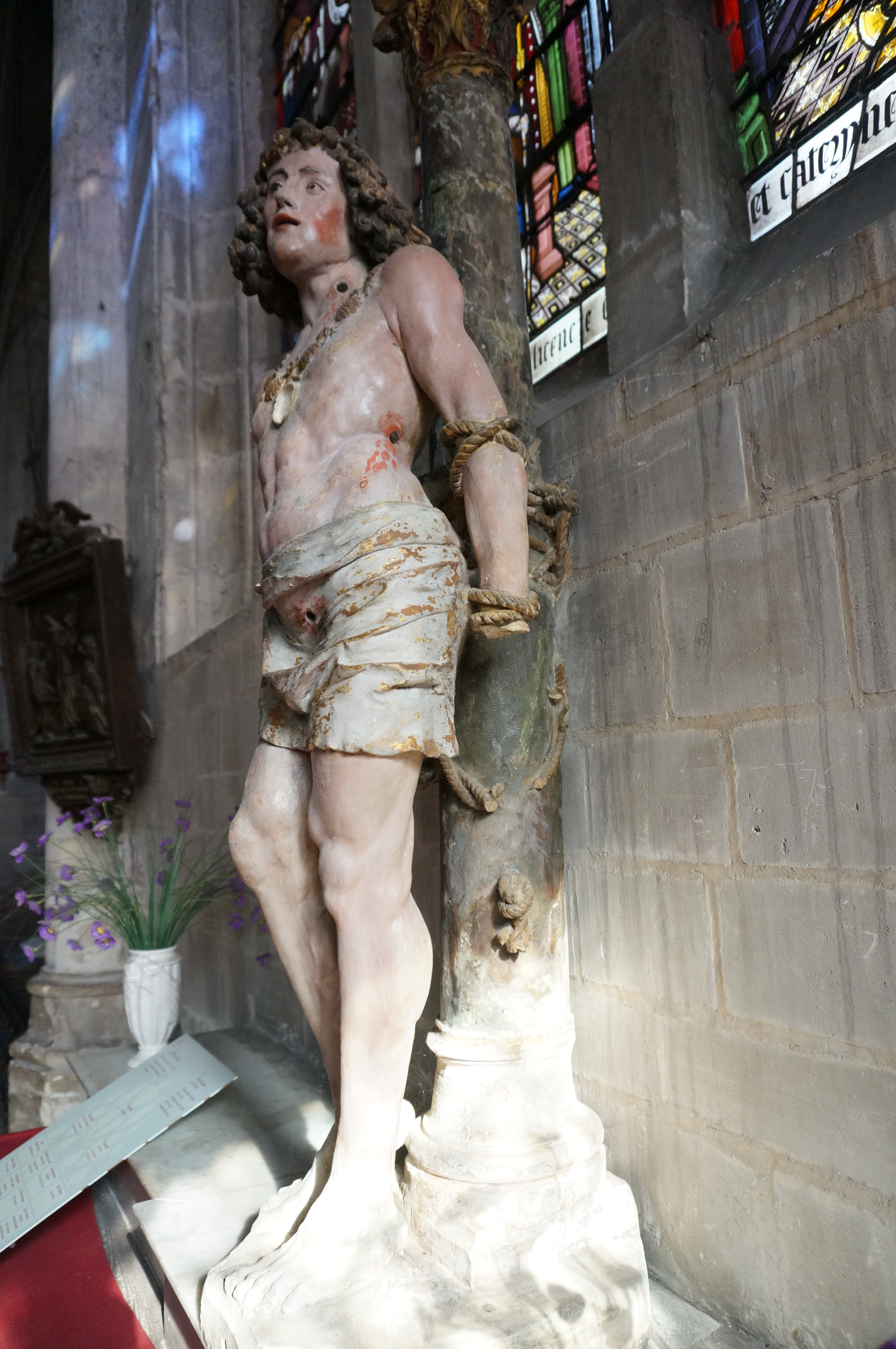
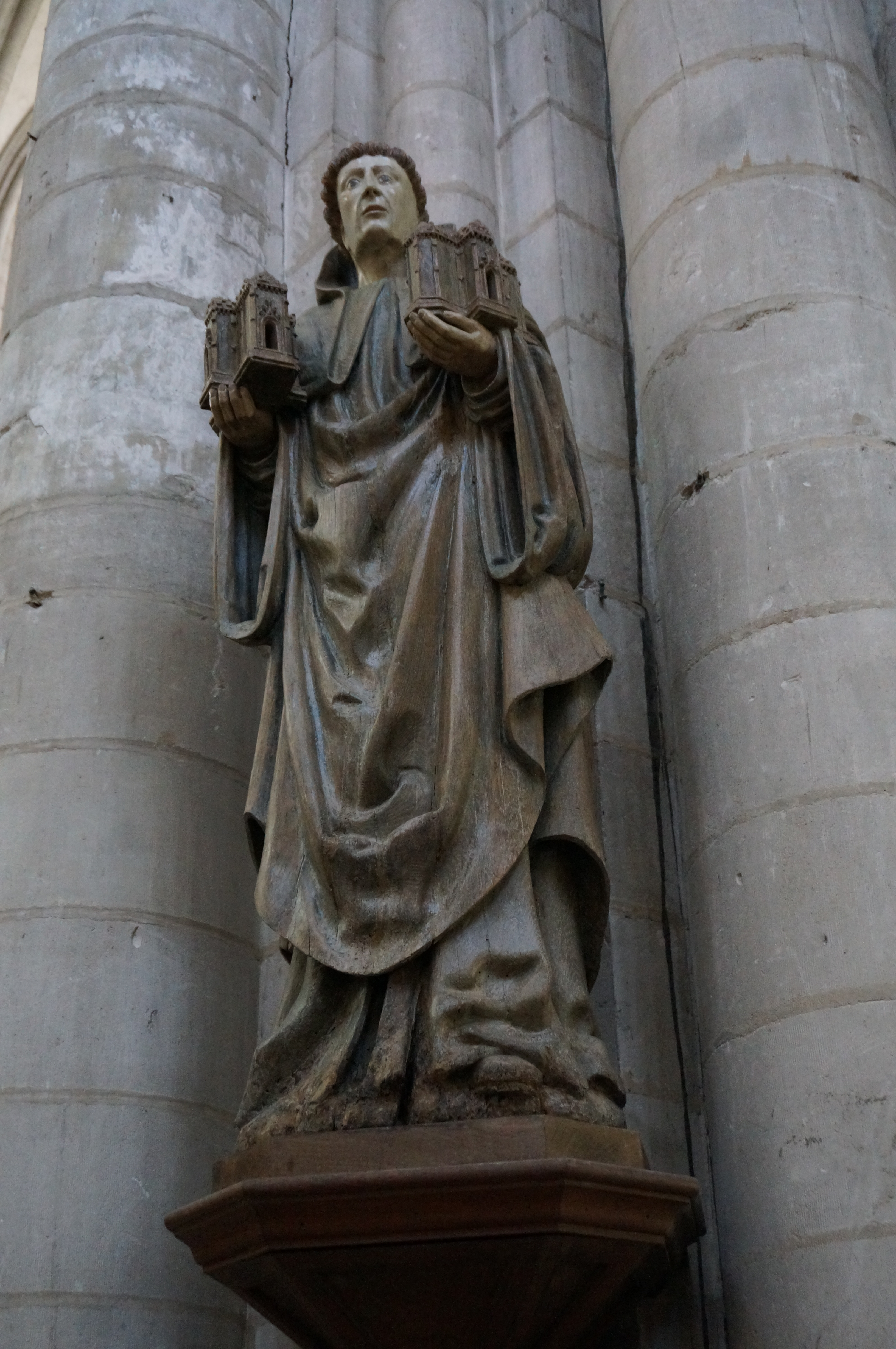
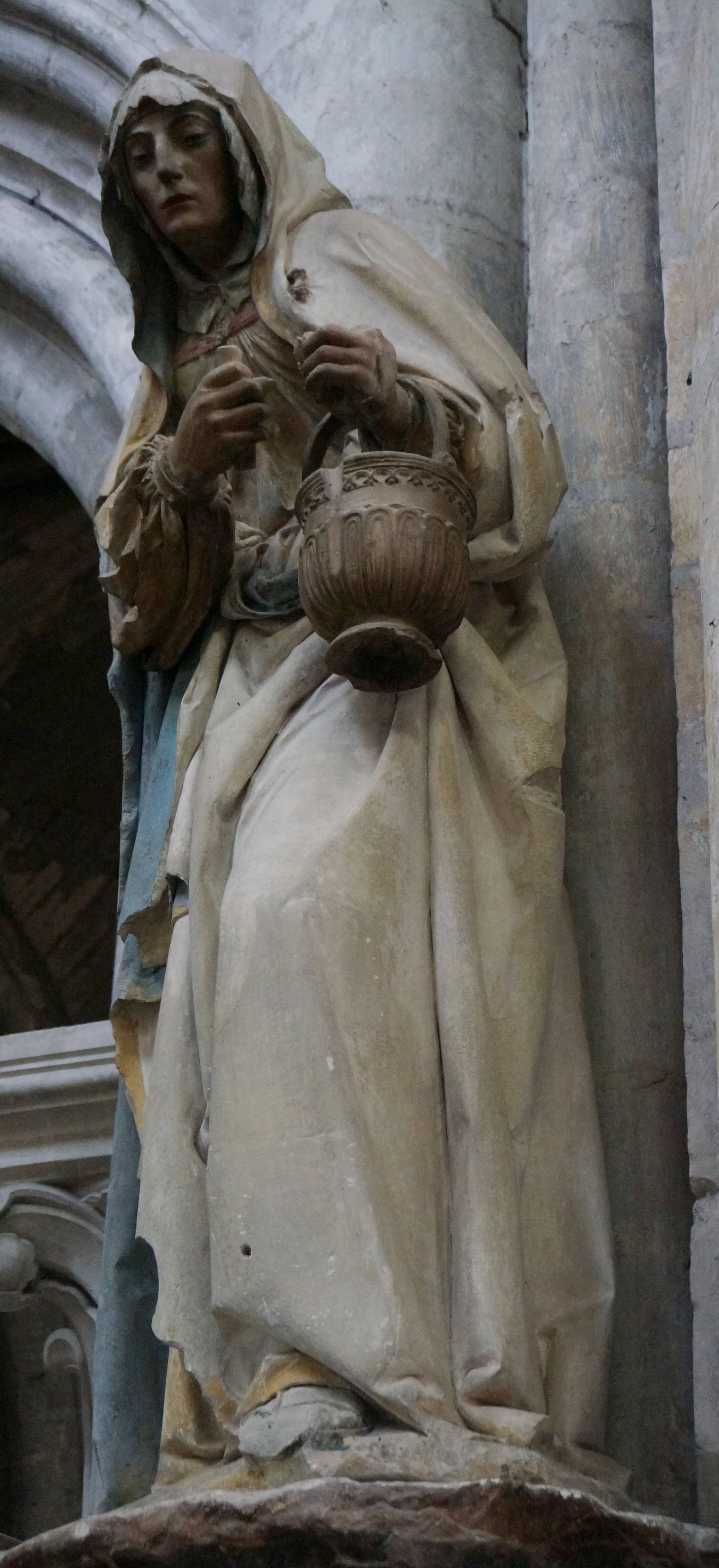
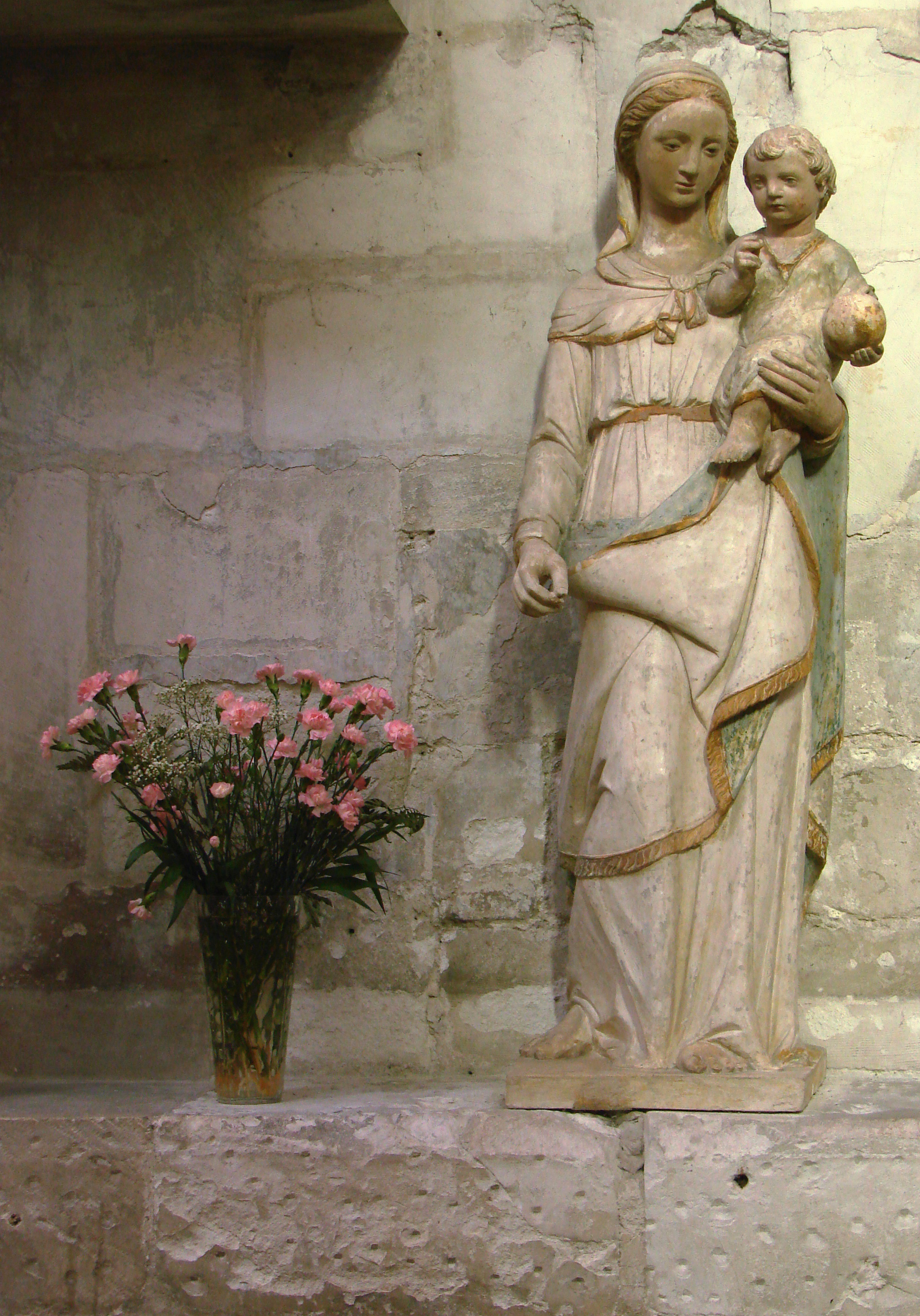

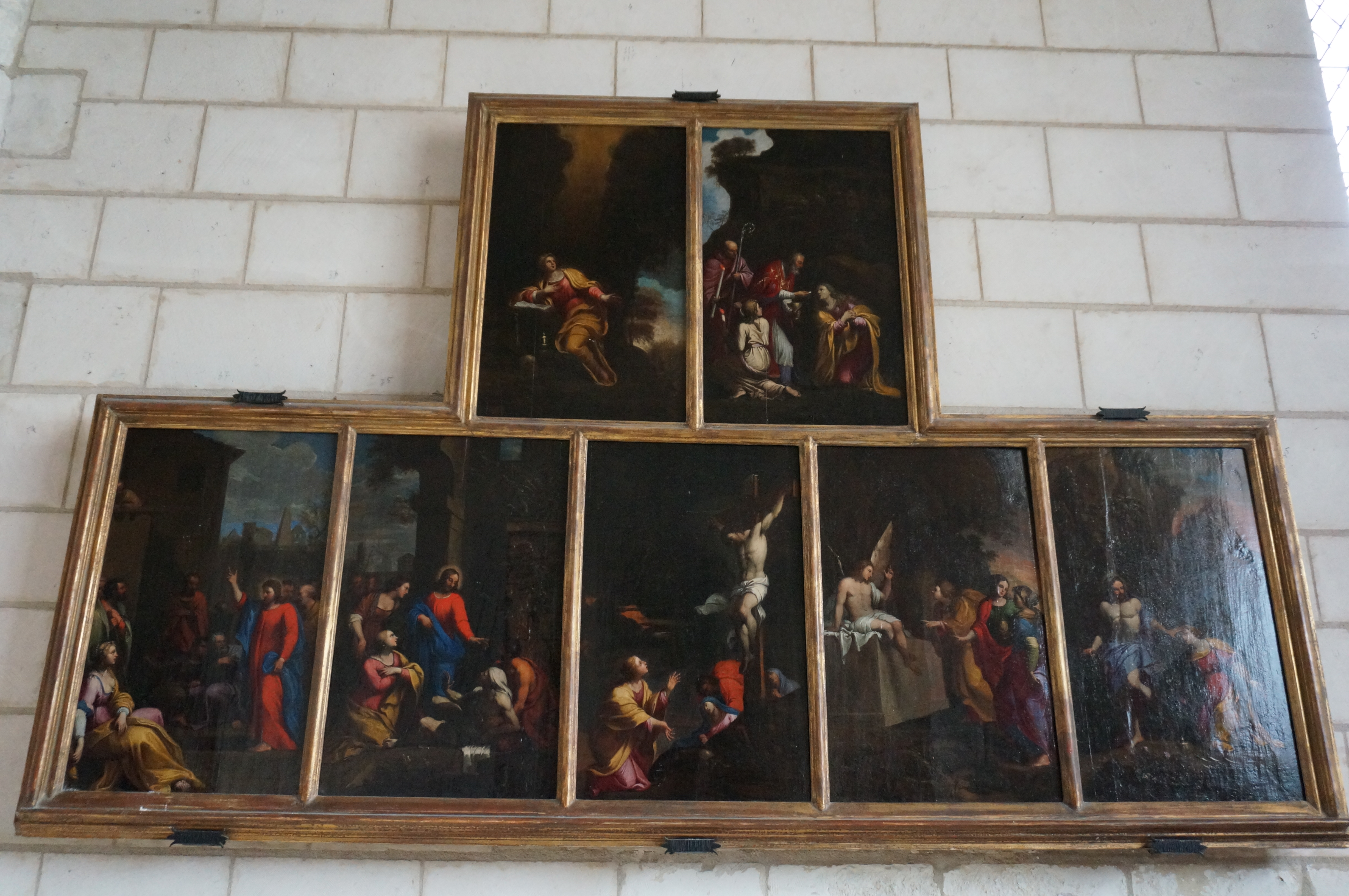
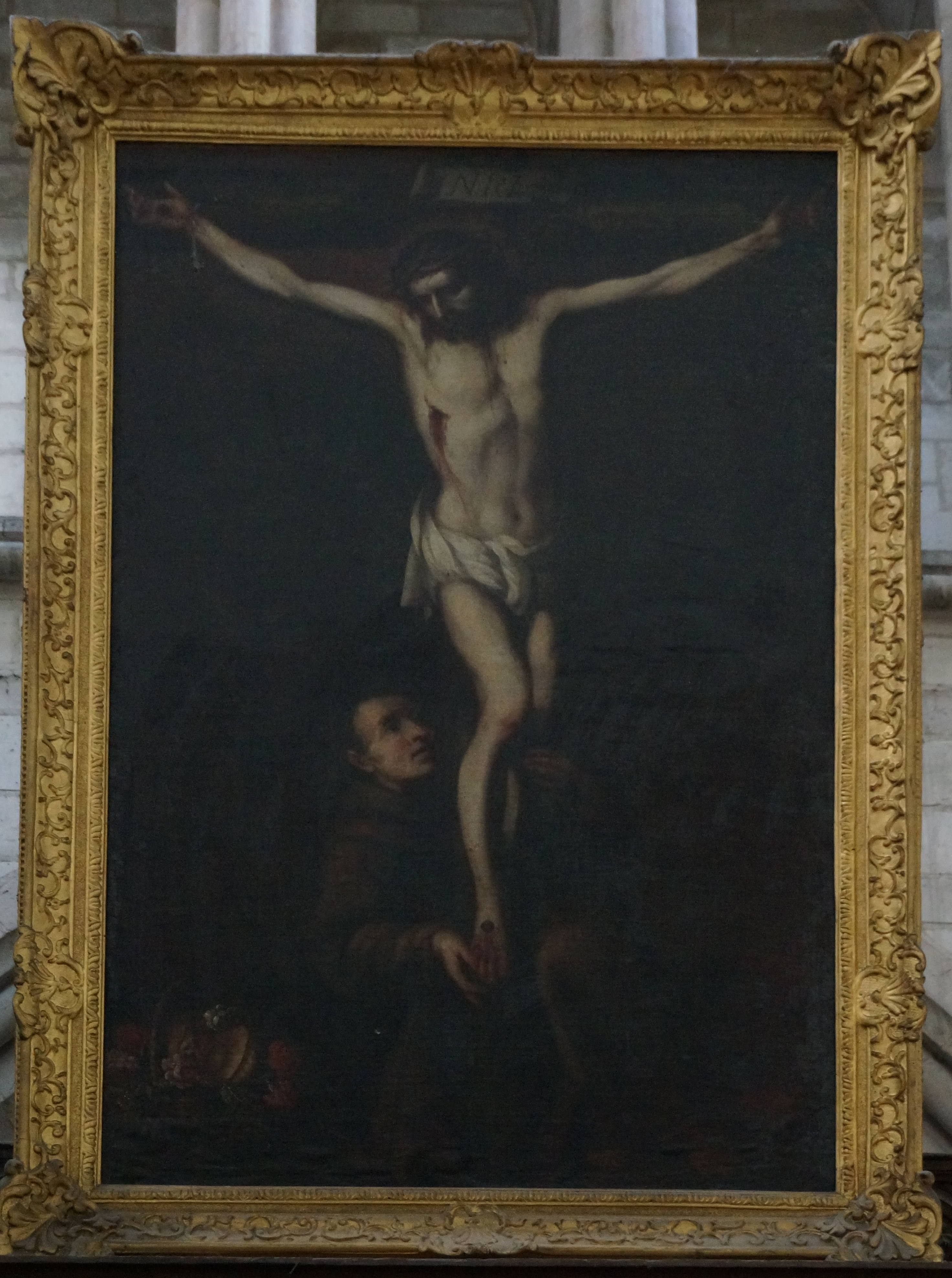
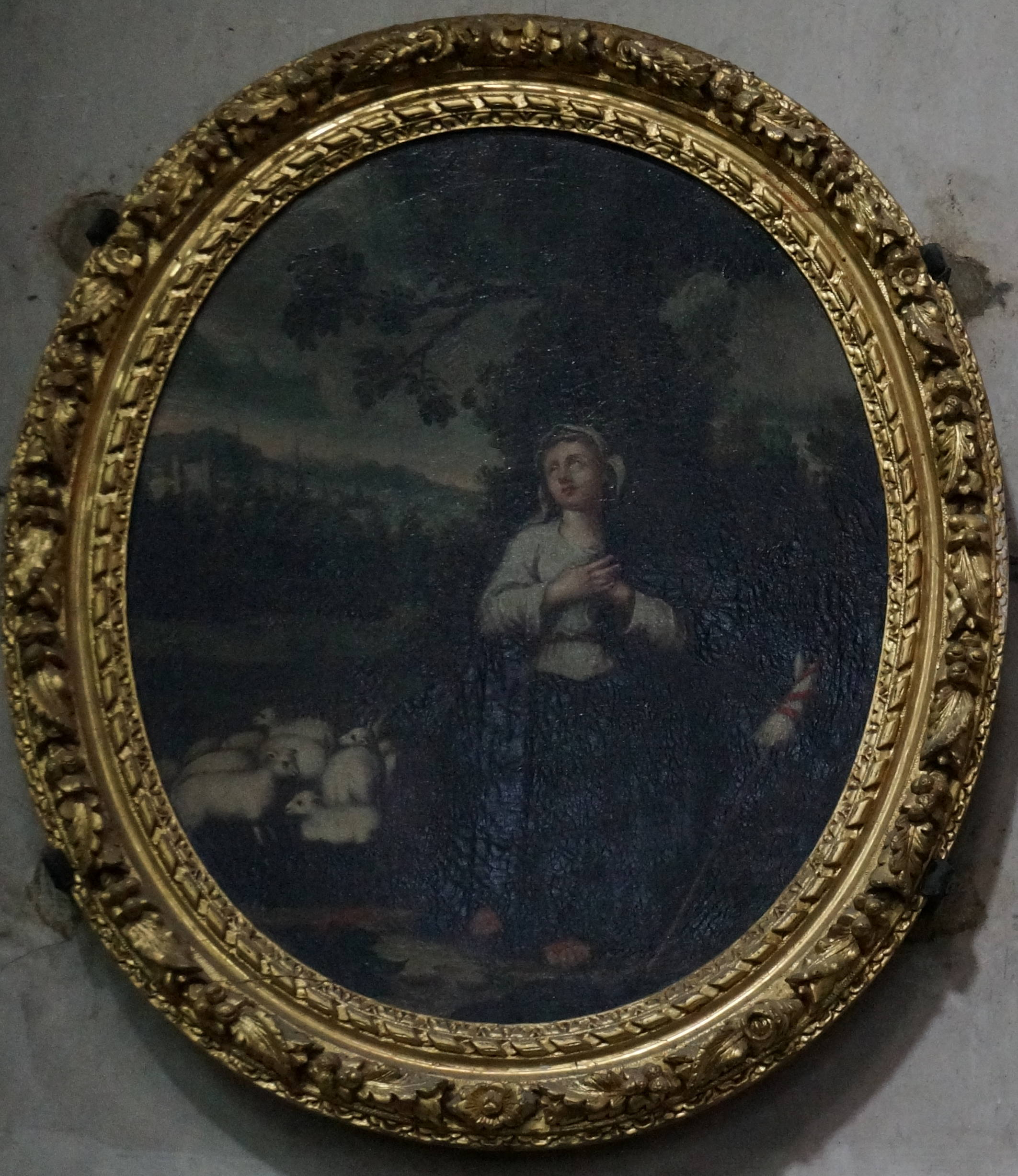
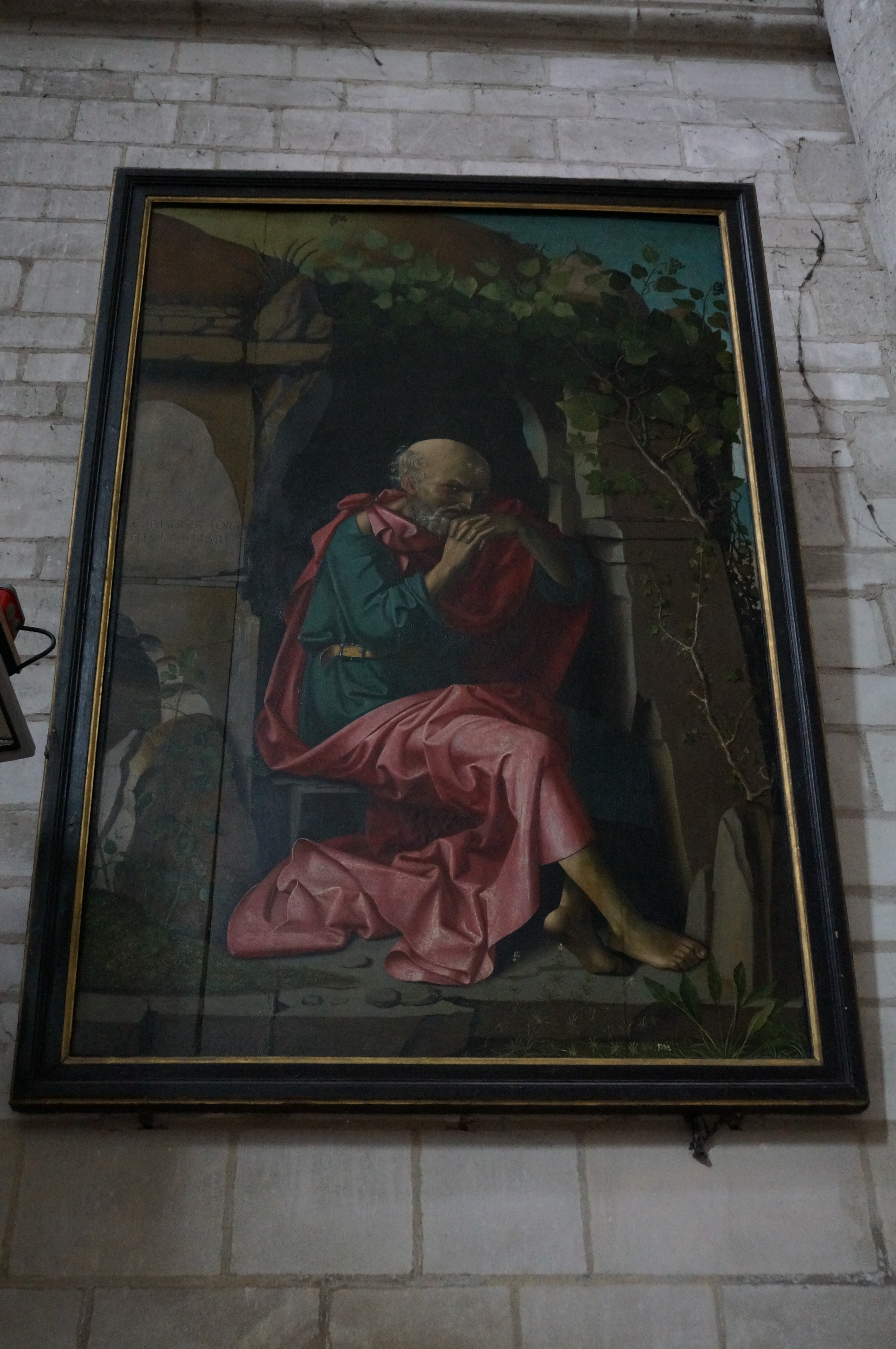

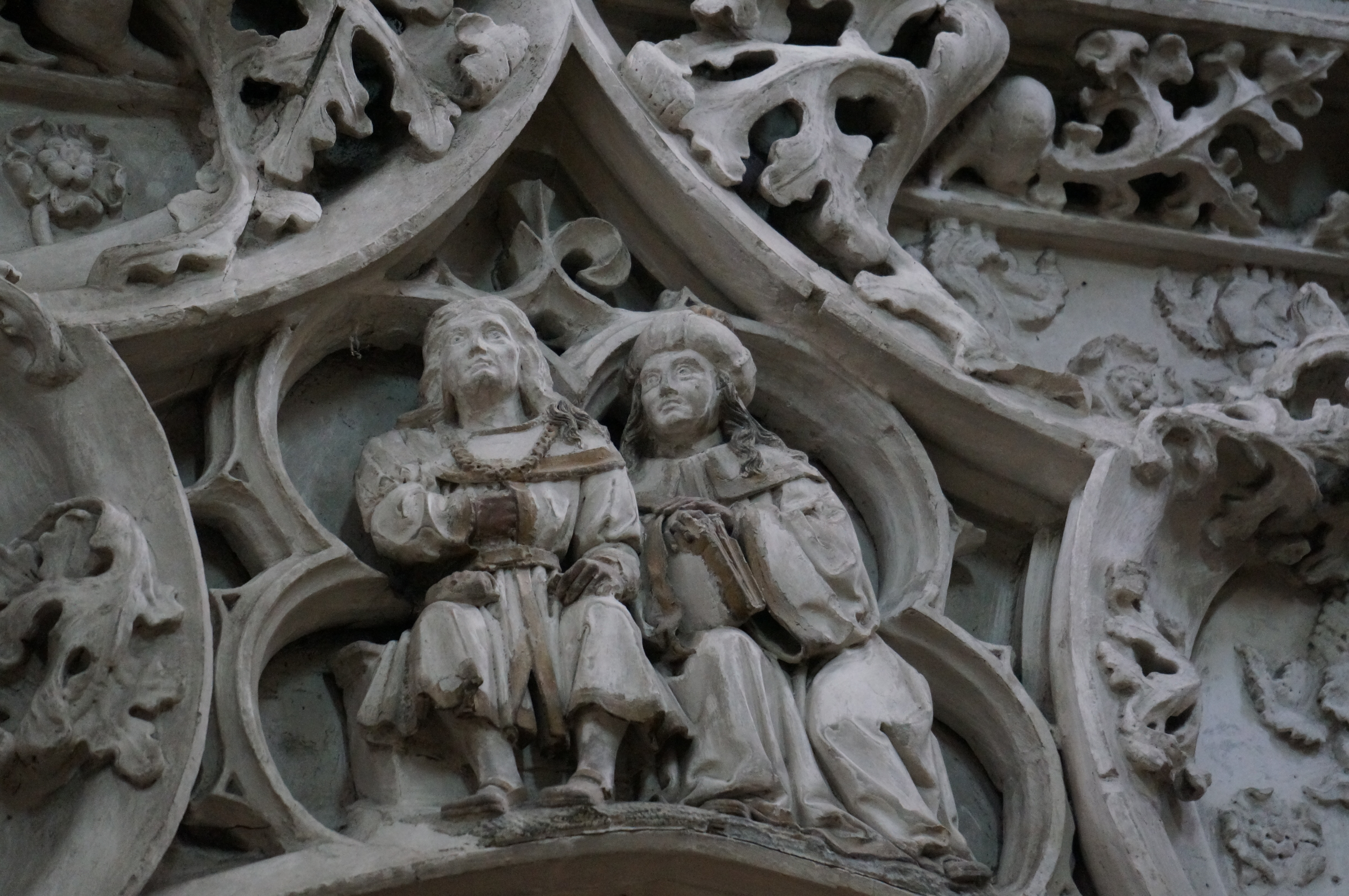
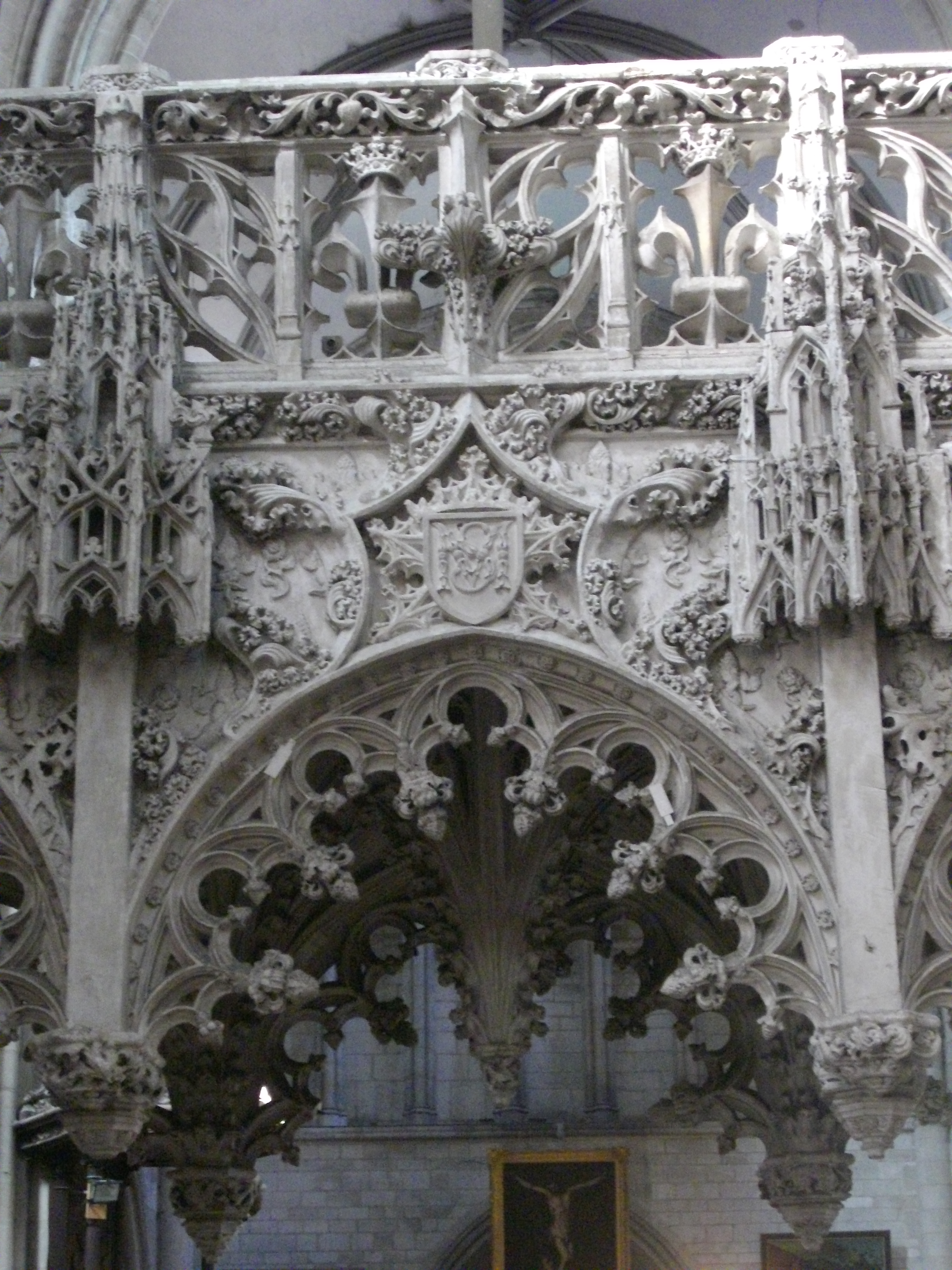
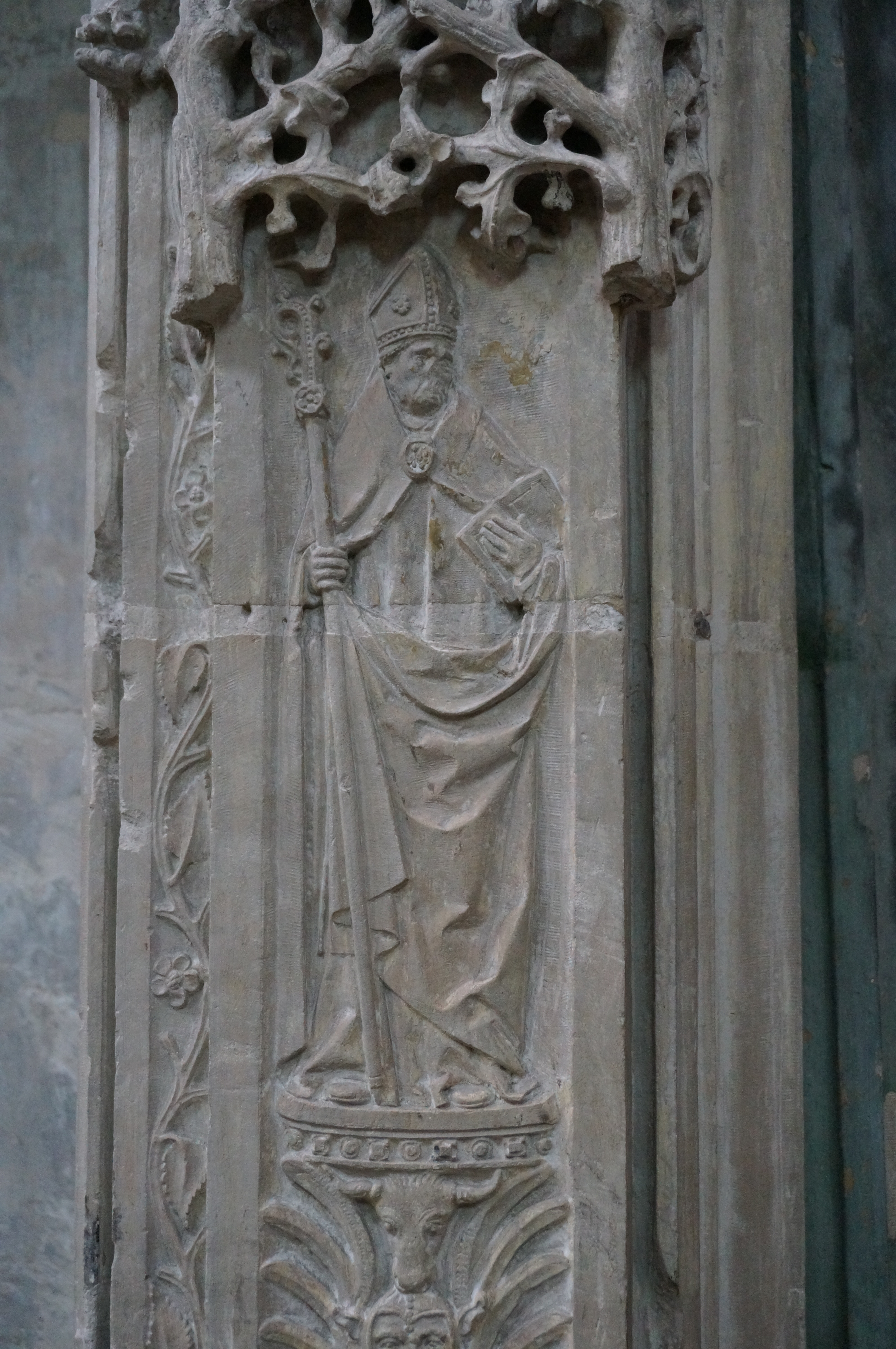
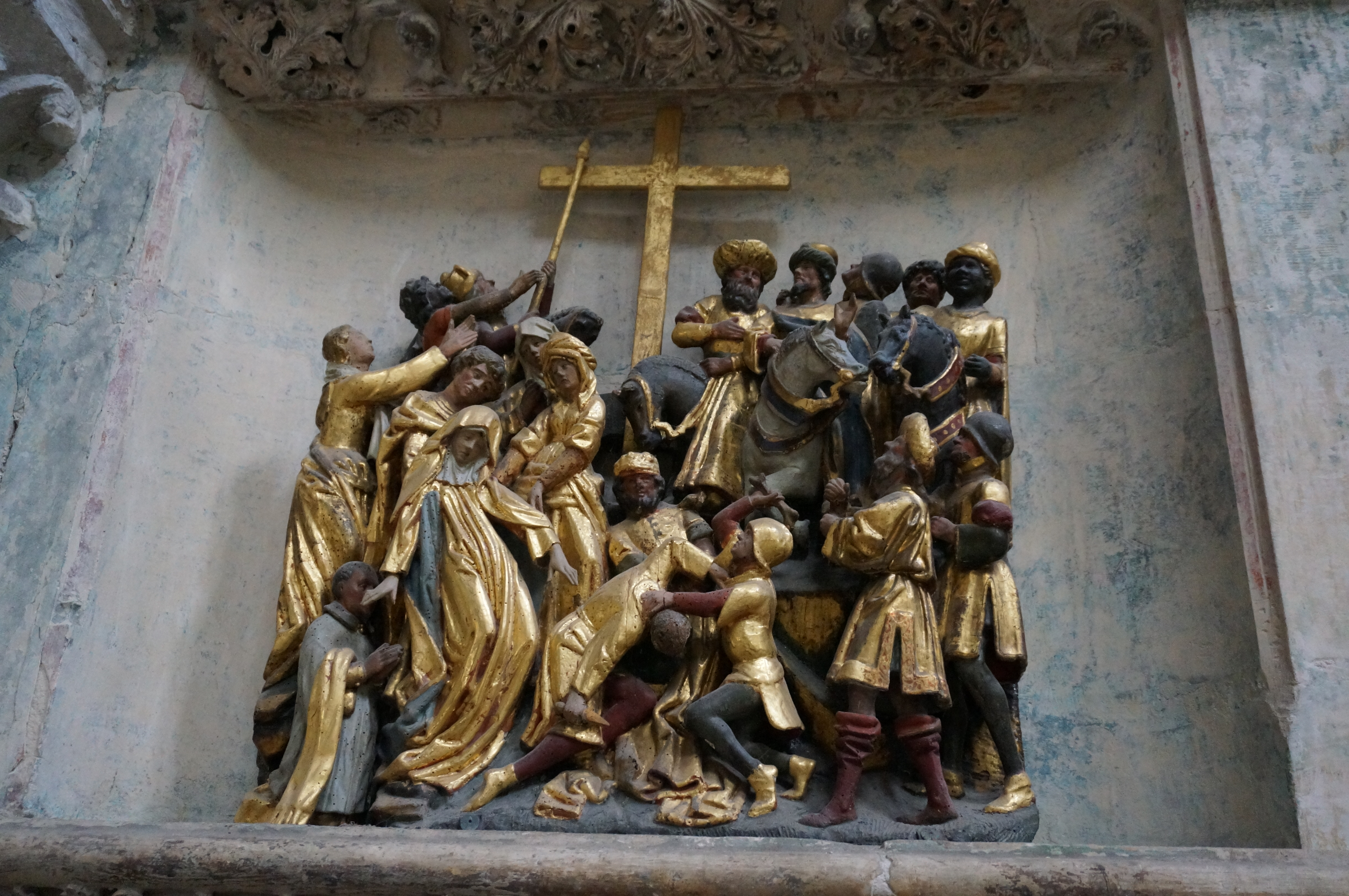
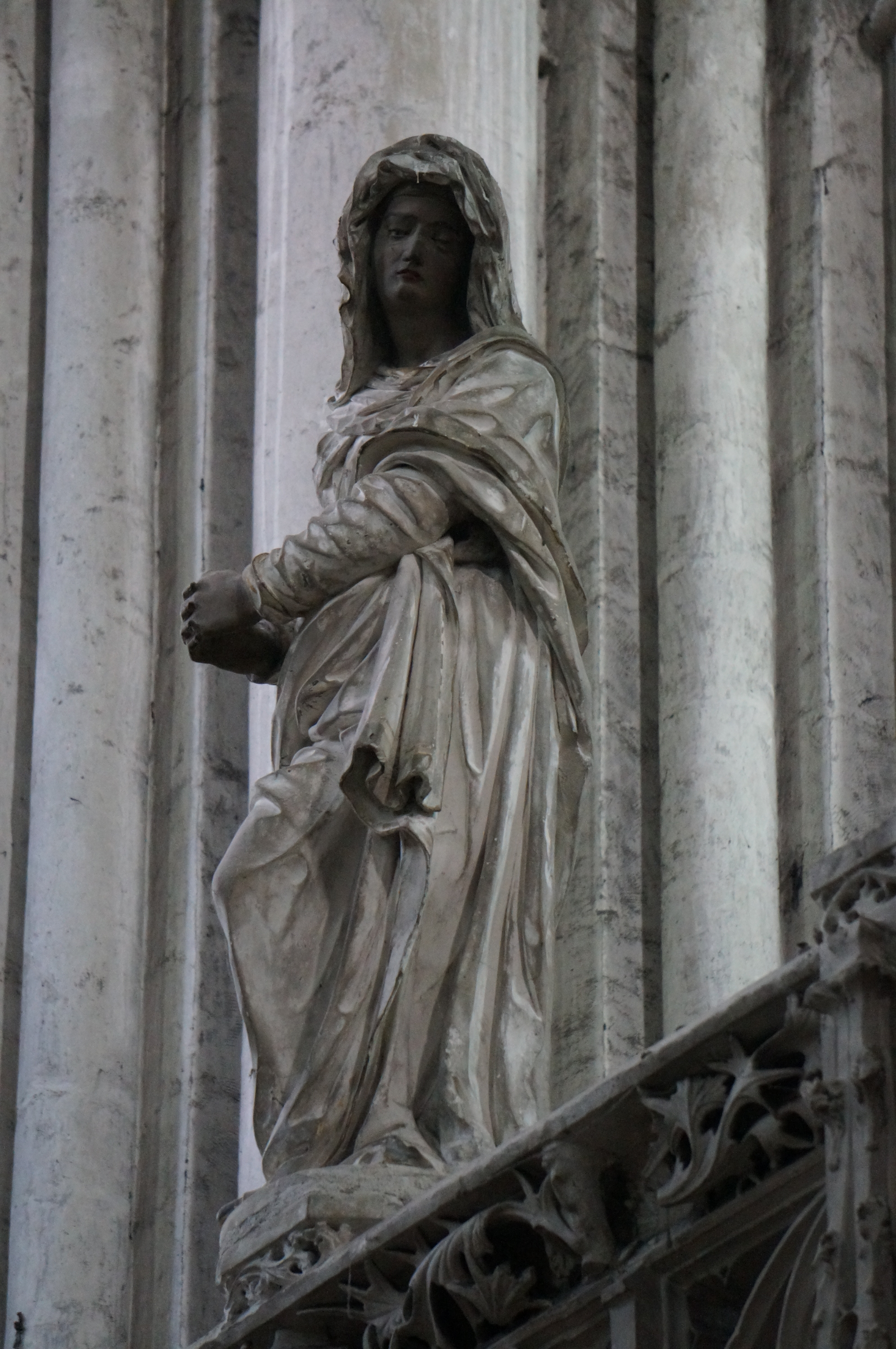

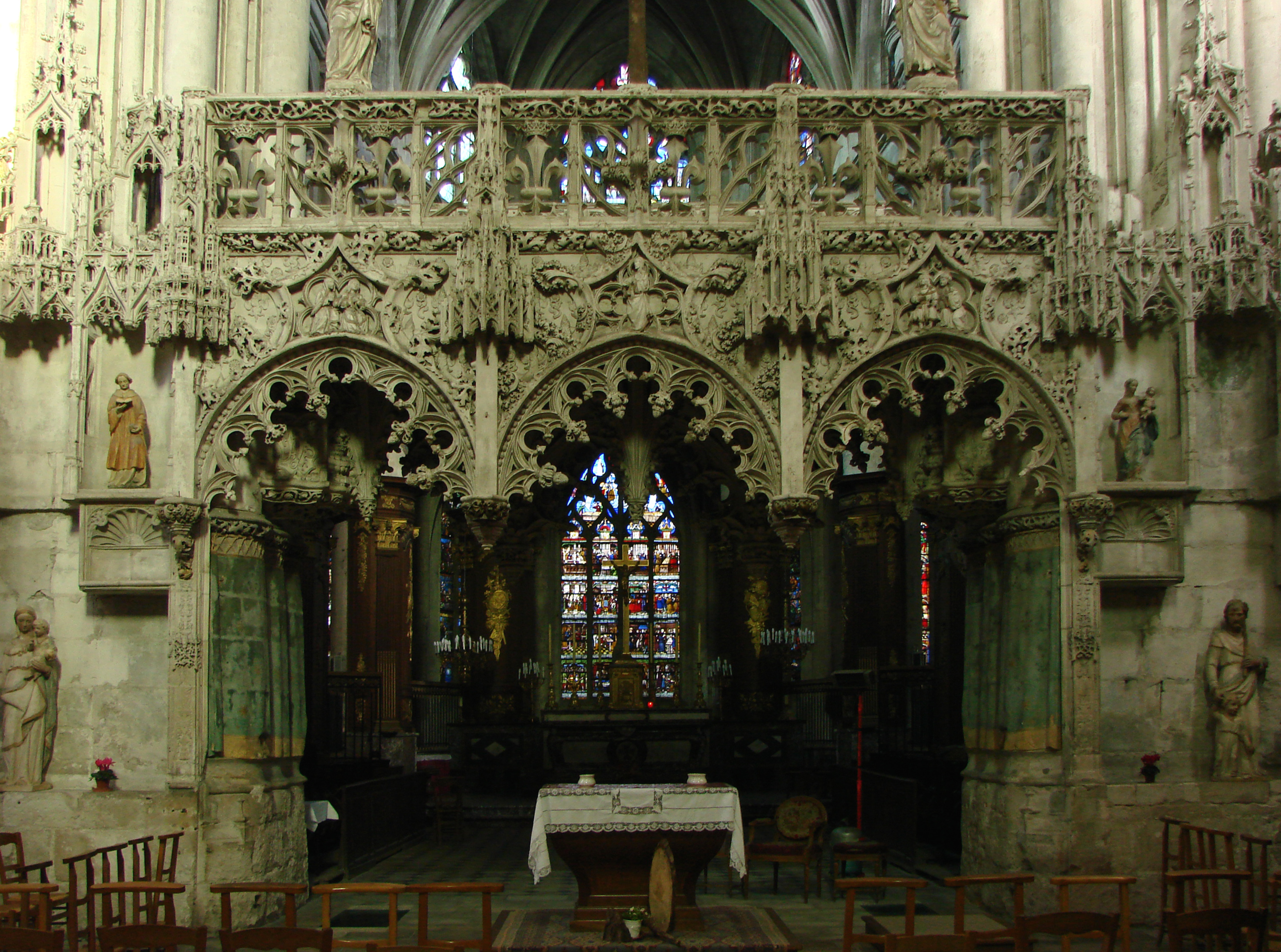
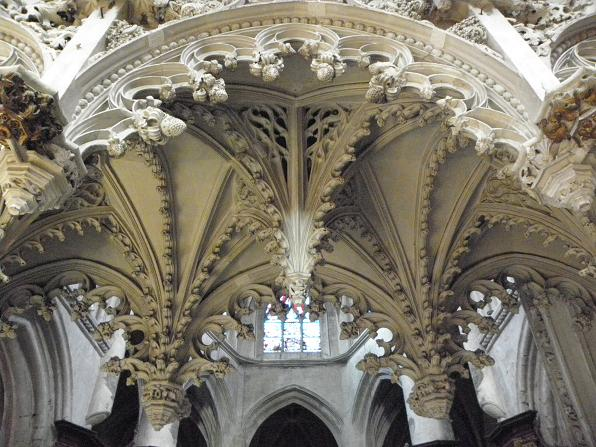
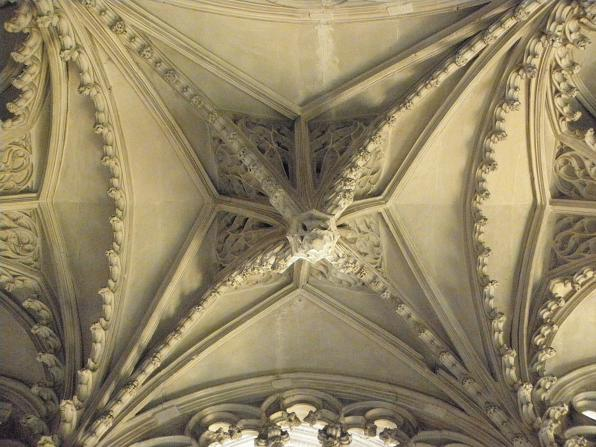
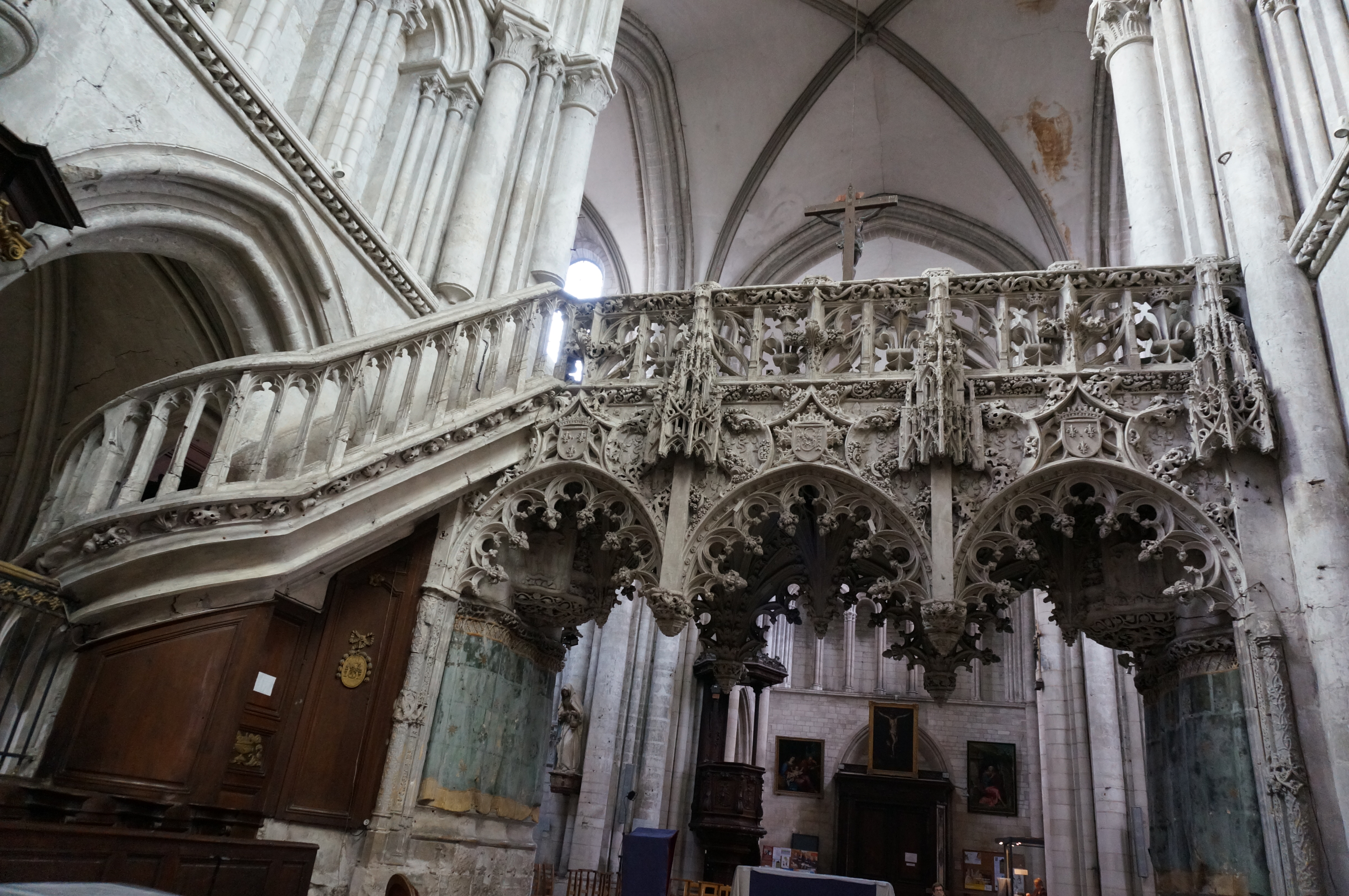
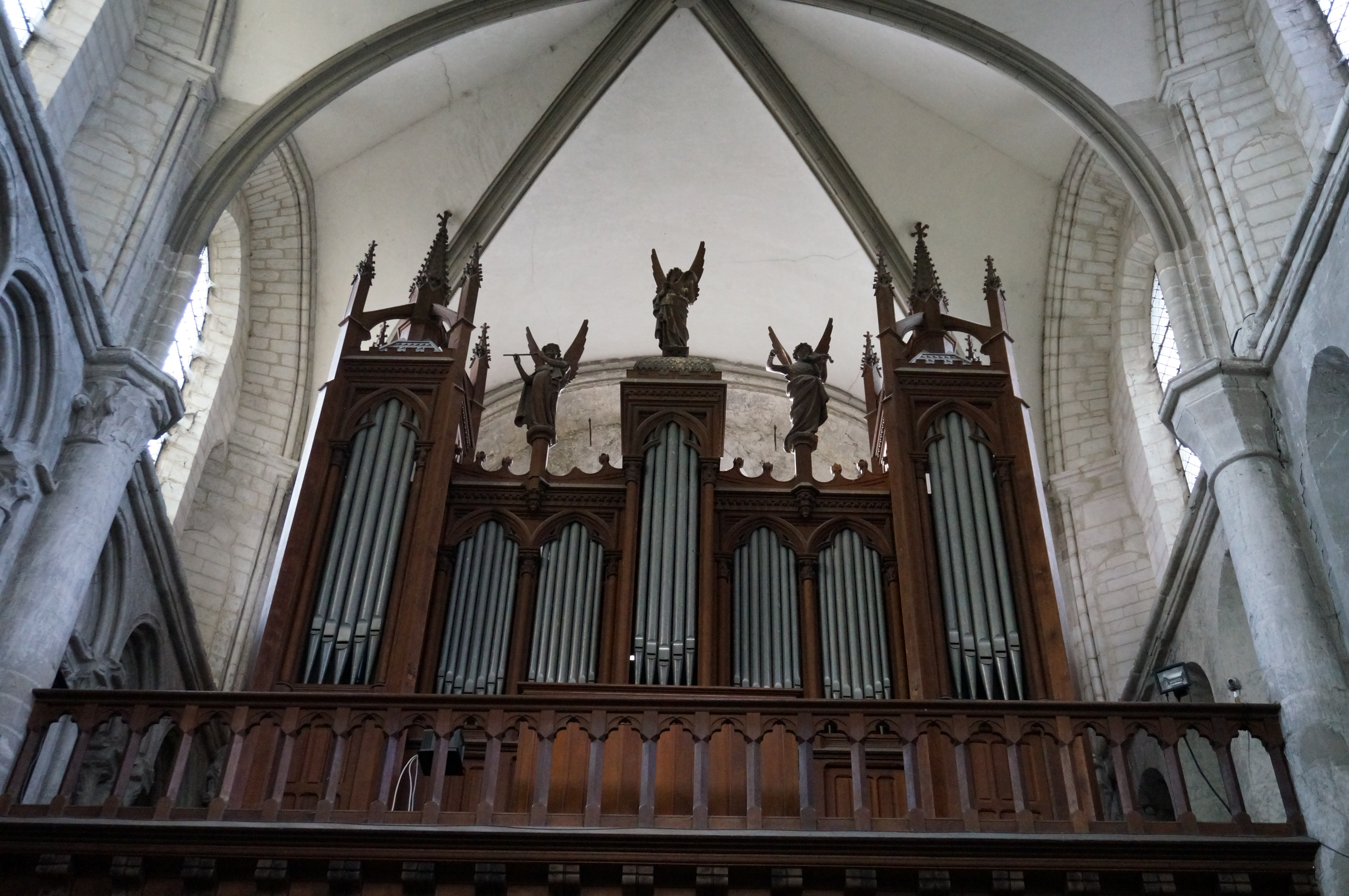

这座教堂是该市最古老的教堂，哥特式建筑风格，中殿建于13世纪，16世纪重建咏经席和后殿，17世纪重建钟楼。1840年列为法国历史遗迹。.

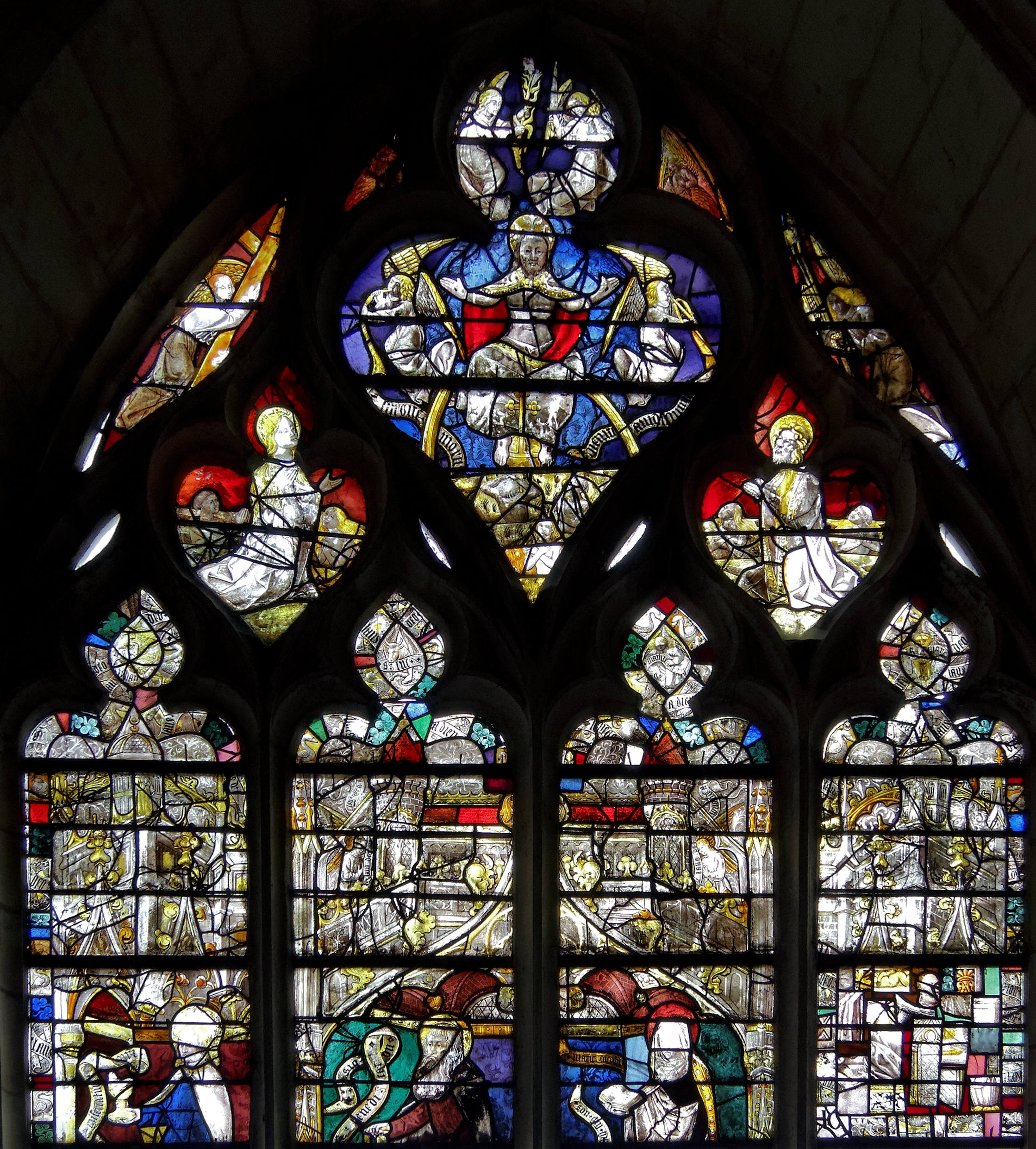
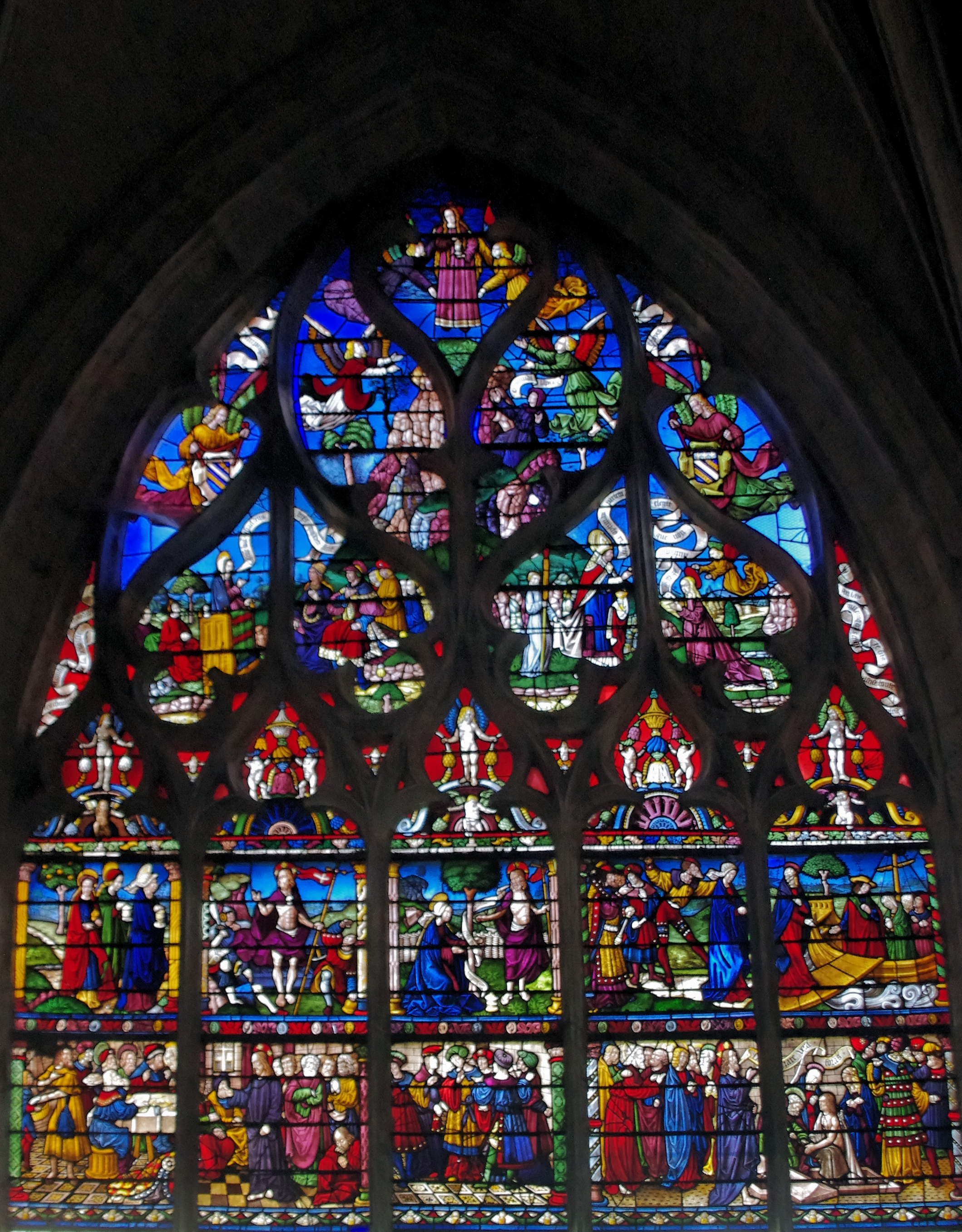
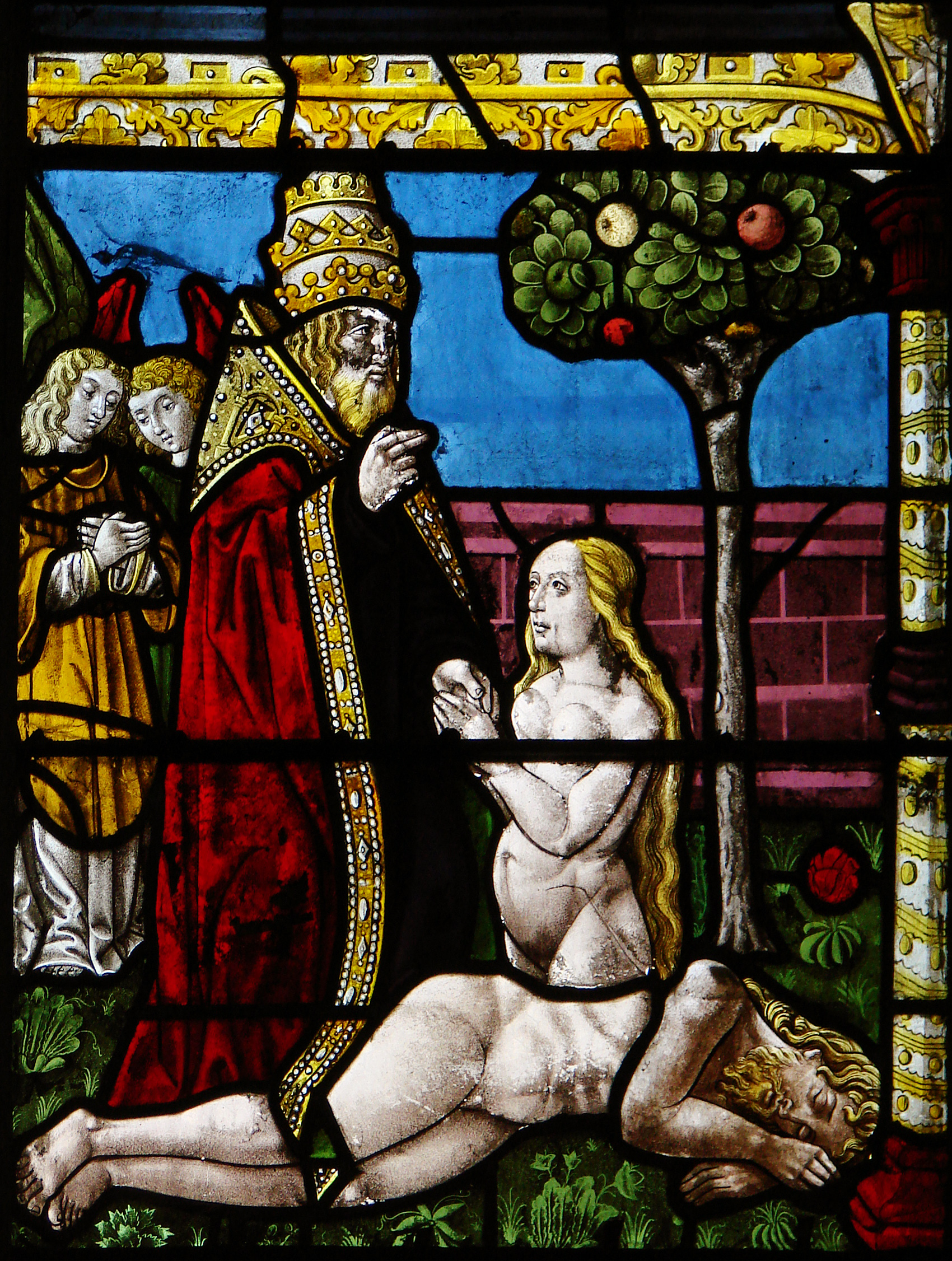
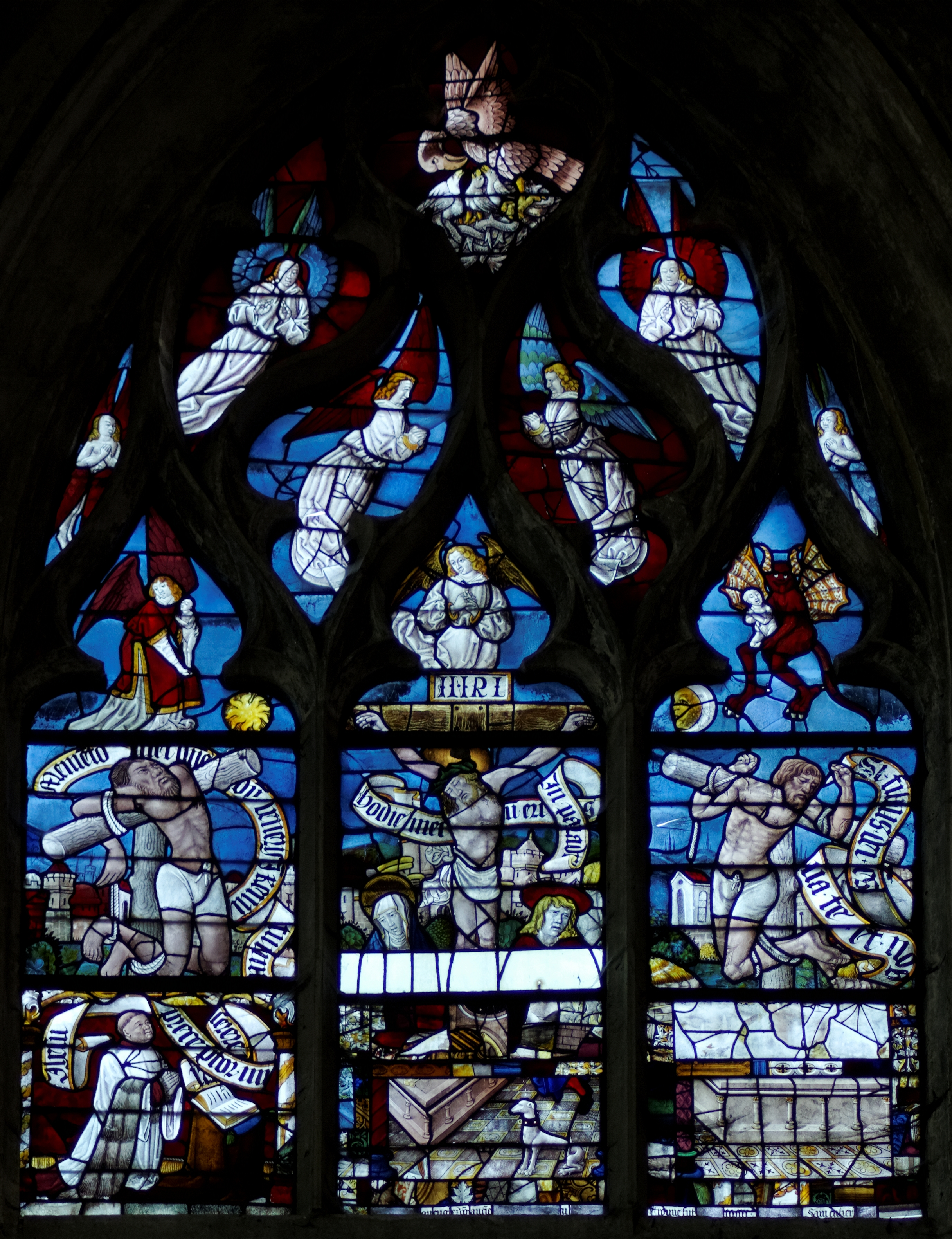